# نيا تورنت
نيا تورنت (بالإنجليزية: Nyaa torrents)‏ وهو موقع آسيوي تأسس في عام 2005 ويقوم بفهرسه ملفات التورنت.
يركز على الثقافات الصينية أو اليابانية أو الكورية; التلفزية منها والدرامية، وكذلك الأنميات وأقراص البلوراي. كان واحدًا من أكبر المصادر التورنت العامة المخصصة للأنمي. وصل تصنيفه في يناير 2020 للمرتبة 782 ضمن تصنيف ألكسا ضمن أكثر المواقع زيارةً عالميًا.
نيا تورنت هو اسم مقتبسٌ من مواء القطة باللغة اليابانية.

## تاريخ
- في عام 2011 تم استهداف بعض مستخدمي الموقع بحجة القرصنة الرقمية.
- وفي عام 2014 تم تحديد الموقع على أنّهُ منفدٌ للقرصنة الرقمية.
- كان هدفًا للدوس (الهجمات الإلكترونية) في أوائل سبتمبر 2014.[3]
- في 1 مايو 2017، تم إلغاء نطاقات الموقع .se و.eu وكذلك .org
- ولاحقًّا على قناة الموقع الرسمية في الرايزون IRC صُدر بيانٌ من الموقع أن العمل كان من طرفهم والسبب مجهولٌ حتّى الآن، ولكن يعتقد الكثير بأن السبب الحقيقي وراء اغلاق الموقع هو الحكم الّذي صدر مؤخرًا عن محكمة العدل الأوروبية يجرم مشاركة المحتوى المقرصن تحت أيِّ ظرفٍ كان.